# Little Cumbrae Castle

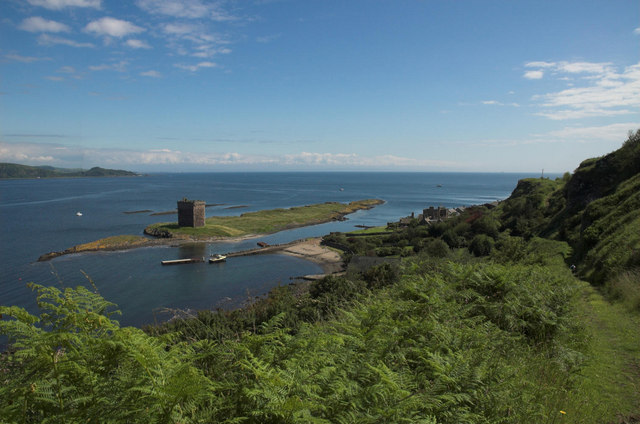
Castle Island

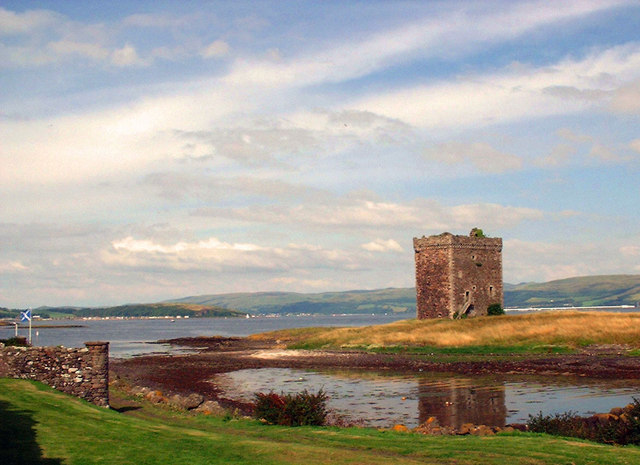
Little Cumbrae Castle

Little Cumbrae Castle ist ein Tower House auf der schottischen Insel Castle Island in der Council Area North Ayrshire. 1971 wurde das Bauwerk in die schottischen Denkmallisten in der höchsten Denkmalkategorie A aufgenommen. Diese Einstufung wurde 2018 zurückgenommen. Die Anlage ist jedoch seit 1962 als Scheduled Monument klassifiziert.

## Geschichte
Das Bauwerk wurde wahrscheinlich im 15. Jahrhundert erbaut. Es existierte jedoch ein Vorgängerbau. Bereits in frühen Zeiten scheint Little Cumbrae dem schottischen Königshaus unterstanden zu haben. Robert II bewohnte die Burg in den Jahren 1375 und 1384. Das heute erhaltene Tower House wurde 1653 von Truppen Oliver Cromwells in Brand gesetzt und ist seitdem eine Ruine. Ihr Zustand wird jedoch als verhältnismäßig gut eingestuft.

## Beschreibung

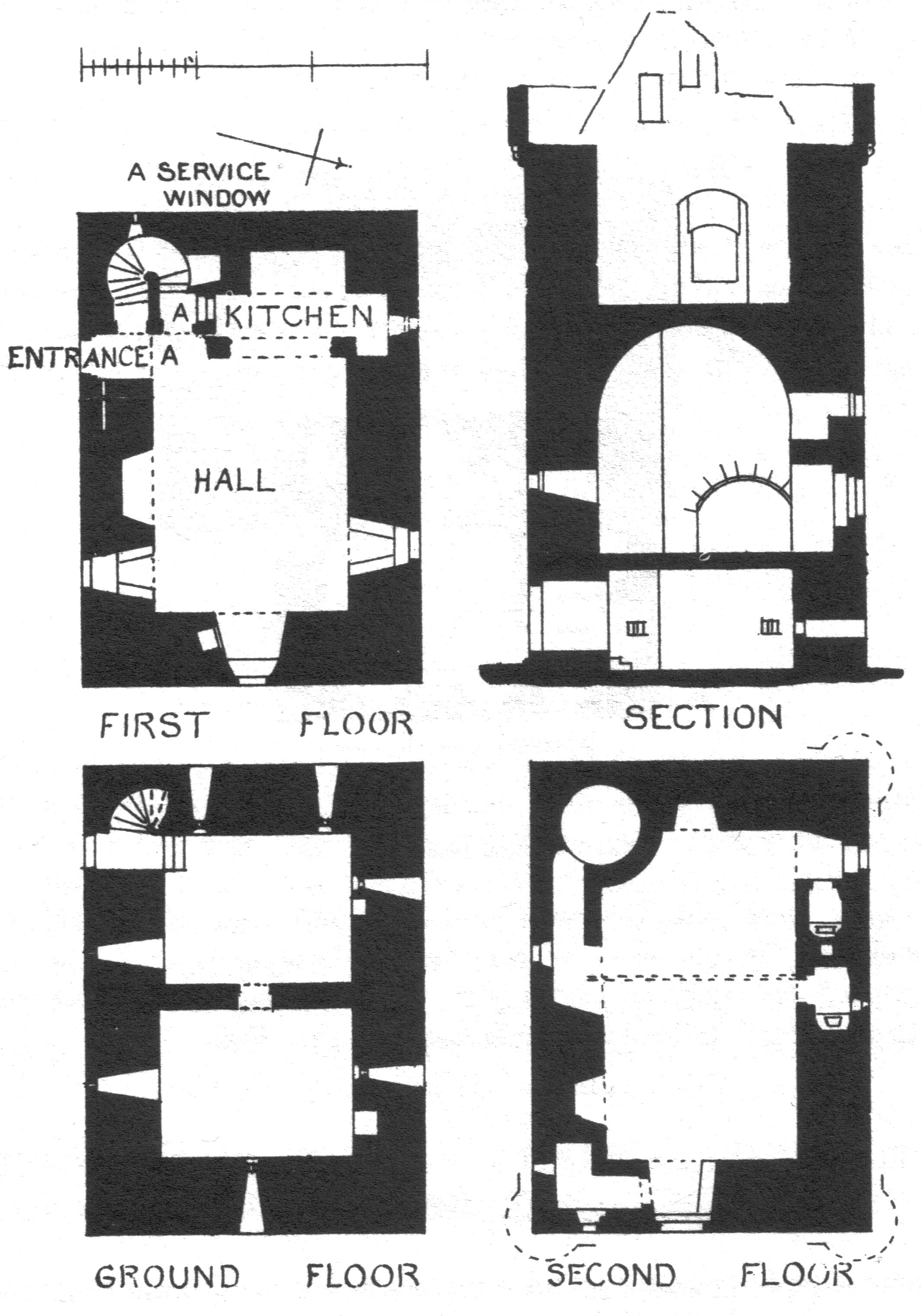
Aufbau

Little Cumbrae Castle liegt auf der kleinen Gezeiteninsel Castle Island direkt vor der Küste Little Cumbraes. Der längliche Bau weist eine Grundfläche von 12,5 m × 8,8 m bei einer Höhe von 14 m auf. Es besitzt drei Stockwerke, auf denen ein umlaufender Wehrgang mit dem üblichen Wachthaus sitzt. Der Eingang ist im ersten Stockwerk gelegen und ist heute über eine steinerne Vortreppe zugänglich. In der Vergangenheit wurde eine Holzleiter genutzt. Die Fensteröffnung sind klein dimensioniert. Ebenerdig sind zahlreiche Schießscharten vorzufinden. Einst umgab ein Wall die Anlage.